# Ха Жјанг
Ха Жјанг (виј. Hà Giang) је једна од 58 покрајина Вијетнама. Налази се у региону Североисток (Вијетнам). Заузима површину од 7.945,8 km². Према попису становништва из 2009. у покрајини је живело 724.537 становника. Главни град је Ха Жјанг.